# Academia (dibujo)

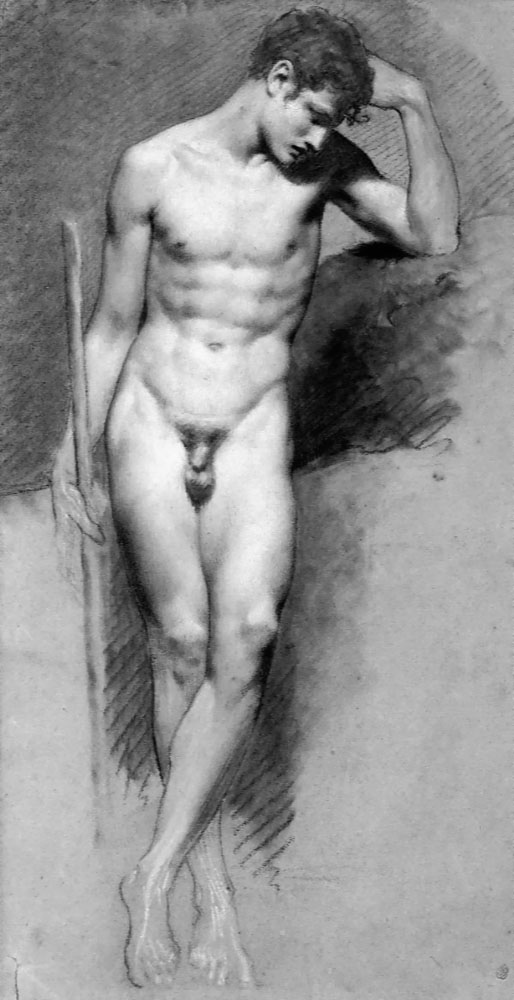
Academia de Pierre-Paul Prud'hon.

Una academia es un boceto o croquis sobre la figura del cuerpo humano, dentro del género del desnudo artístico. Es una de las bases del dibujo académico, impartido por las academias de bellas artes prácticamente desde la aparición de las primeras instituciones de arte entre los siglos xvi y xviii. 
Las academias suelen estar realizadas al carboncillo, con gran detallismo y fijándose especialmente en el modelado de luces y sombras. Por lo general, se emplea la técnica del sombreado, extendiendo las manchas iniciales del carboncillo con un trapo, para conseguir un primer grupo de bloques en claroscuro; luego se aplica un difumino para acabar de elaborar la figura, abriendo blancos si es necesario con goma maleable. También se puede aplicar tiza o creta blanca para realzar el volumen, mientras que otros artistas prefieren la aplicación de cretas de colores —de los que los más habituales son siena, sepia y sanguina—. También se puede dibujar a tinta con plumilla o caña.